# 신비아파트 고스트헌터
신비아파트 고스트헌터는 3F Factory가 개발한 모바일 게임이다.

## 플레이
사용할 수 있는 모드는 게임 내 귀신을 획득할 수 있는 '포획모드'와 획득한 화면 아래의 퍼즐 여러 개를 부숴 귀신 3마리를 이용해 애니메이션과 게임 내 등장하는 귀신 또는 다른 플레이어 전투를 할 수 있는 '퍼즐모드'로 나뉜다.또 특정 요일에난 갈수 있는 요일던전,고스트를 선택해 잡을 수 있는 고스트 탐지기가 있다. 그리고 이번 업데이트로 귀신을 잡으면 1마리가 아닌 여러마리를 주고 번개큐브를 이용해 만드는 번개고스트가 추가되었다